# Bicknacre
Bicknacre – wieś w Anglii, w hrabstwie Essex, w dystrykcie Chelmsford. Leży 9 km na południowy wschód od miasta Chelmsford i 54 km na północny wschód od Londynu. W 2001 miejscowość liczyła 2326 mieszkańców.